# Милованов, Дмитрий Осипович
Дмитрий Осипович Милованов (1818—1890) — предприниматель, купец 1-й гильдии, владелец кирпичных заводов в Москве и Подмосковье.

## Биография
В 1819 году в купеческой семье старообрядцев родился Дмитрий Осипович Милованов. Его отец, купец 1-й гильдии Иосиф Милованов, был собственником завода по производству глауберовой соли, крепкой водки и купоросного масла. Мать принадлежала к купеческому сословию. Семья владела кирпичными заводами в селе Измайлово и в Москве. Завод Иосифа Милованова был построен в Лефортовской части города, работал с 1809 года и считался одним из самых крупных кирпичных заводов. Еще один кирпичный завод Милованова, который располагался за Семеновской заставой, выпускал более 10 миллионов штук кирпича в год. 1000 штук кирпича стоила 23 рубля. В 1860-годах Дмитрий Осипович скупает небольшие кустарные заводы в Кучино. Он укрупнил предприятие, установил на нем печь Гофмана. В 1870 году был утвержден устав предприятия. Благодаря преобразованиям, на заводе стали выпускать около 2 миллионов штук кирпичей в год. В 1875 году на заводе появилось новое оборудование. В 1875 году Дмитрий Осипович Милованов заключил соглашение с акционерами железной дороги о том, что он будет заниматься поставкой кирпича для укрепления фундамента дороги и мостов, а ему будут предоставлять вагоны для того, чтобы кирпич был отправлен в Москву.

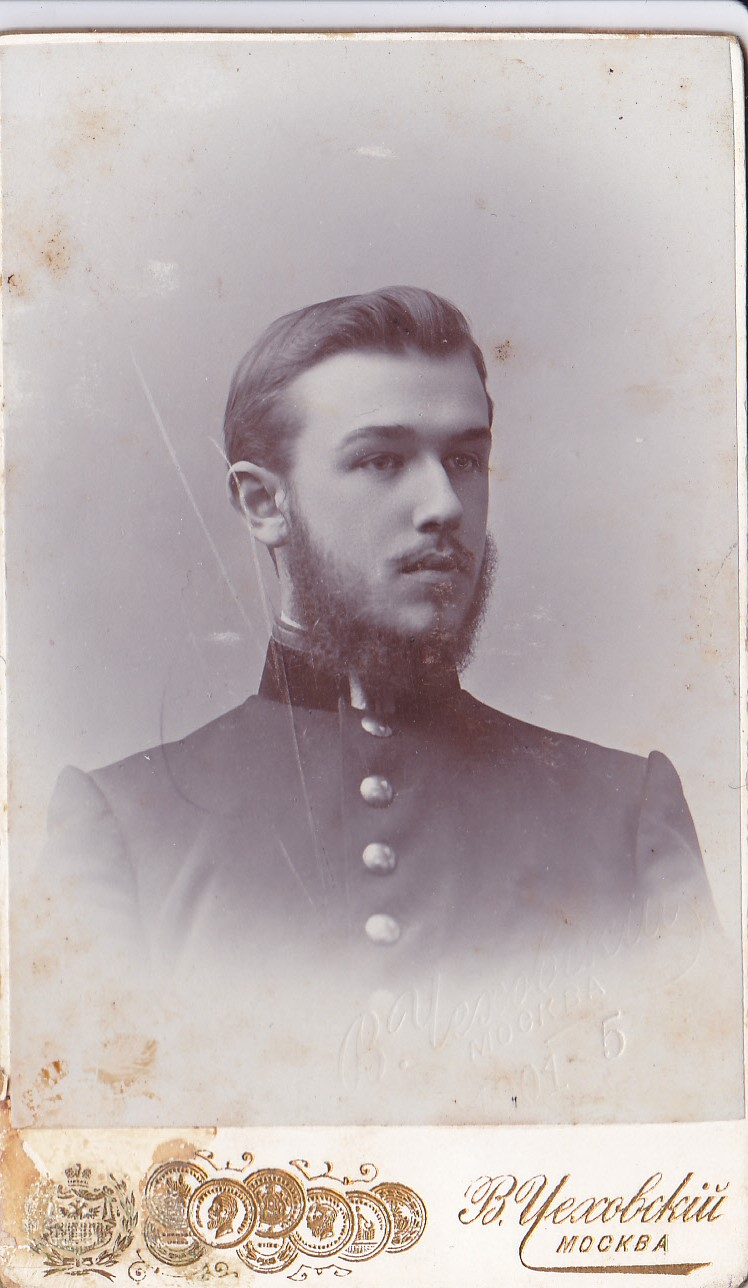
Сергей Дмитриевич Милованов

В 1876 году кирпич, произведенный на заводе Милованова, стали поставлять в Москву для строительства Исторического музея на Красной площади. В апреле 1876 года завод поставил 462 тысячи штук кирпича. Кирпич, поставляемый для строительства музея, должен был отвечать очень высоким требованиям: быть плотным, крепким, мелкослойным. Если кирпич клали в воду, он не должен был увеличиваться в весе. Высоко ценился подпятный кирпич, который изготавливался в деревянных станах и приминался пятками рабочих. В 1889 году Дмитрий Милованов проложил 3 версты соединительного железнодорожного полотна для того, чтобы кирпич было более удобно перевозить со своего завода до станции. Чтобы реализовать этот проект, им было потрачено 35 тысяч рублей. До нашего времени сохранилась часть этой дороги — Чертов мост в районе Кучино.
Дмитрий Милованов в 1865 году построил трехэтажный дом, в котором жил вместе со своей семьей. В доме были каменные лестницы, дубовые паркетные полы, 9 русских изразцовых печей, 30 голландских печей. Чуть позже Милованов построил на своей земле склады, которые сдавал в аренду купцам для хранения товаров. С 1858 года по 1861 год Дмитрий Милованов был ратманом Управы Благочиния. Избирался в Московскую городскую думу.

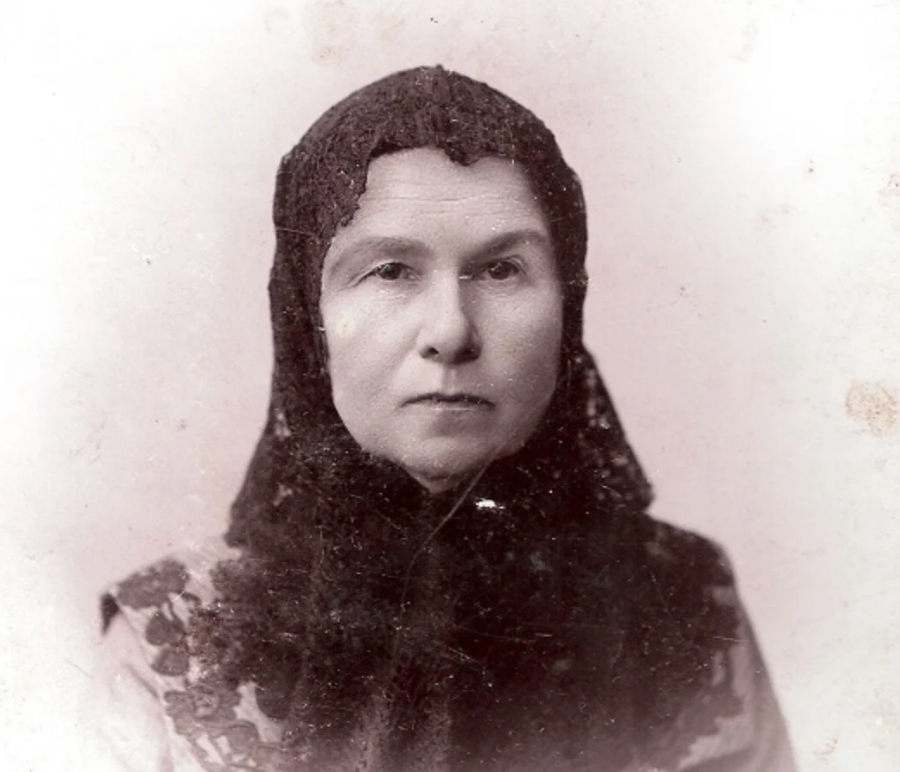
Пелагея Ивановна Милованова

В 1890 году Дмитрий Осипович Милованов умер. Все свое имущество он оставил своей второй супруге Пелагее Ивановне, которой на тот момент было 40 лет. Она вступила в купечество и стала расширять кирпичное производство. На кирпичном заводе в Кучино к 1913 году работало 300 человек, вокруг завода образовался рабочий поселок. Были построены дома для служащих, пожарный сарай, каменные казармы, каменная баня, конюшни, каретные сараи, свинарники, магазин колониальных товаров. Работала больница и аптека. По состоянию на 1908 год, врачом работал Эдуард Алексеевич Готвальд. Фельдшер — Николай Федорович Федоров. В 1914 год на кирпичном заводе было 340 рабочих. 1 мая 1914 года рабочие завода П. И. Миловановой решили отметить 1 мая. Администрация, во избежание митингов, вызвала из Москвы конный отряд жандармов. Они разгоняли любые, даже небольшие группы людей, которые собирались на территории завода или поселка. Когда началась Первая мировая война, обстановка на заводе стала более спокойной. В 1916 год на заводе работало 350 рабочих. Была паровая машина.

## Семья
Первой супругой Дмитрия Милованова была Екатерина Александровна. Она умерла в 1868 году в возрасте 45 лет. В браке родилось четверо детей: в 1843 году Мария, 1844 году Иван, в 1846 году Григорий, в 1847 году Александр. Вторая жена — Пелагея Ивановна — была моложе своего мужа на 30 лет. В 1884 году у них родился сын Сергей. Среди родственников Миловановых были Морозовы. Сестра Дмитрия Милованова была замужем за Андреем Захаровичем Морозовым. Перед революцией, Пелагея Ивановна Милованова владела в Кучино 4 десятинами земли. В ее собственности была деревня Федурново, усадьба в ней и усадьба в деревне Жарково Богородского уезда. Она владела также и имением Акатово. Пелагея Ивановна завещала московскую городскую усадьбу и кирпичный завод своему сыну Сергею Дмитриевичу Милованову. Стоимость завещанного имущества оценивалась в 270 тысяч рублей. Сергей Милованов владел кирпичным заводом до 1918 года..